# Boldklubben 1909
Boldklubben 1909 (B 1909) är en fotbollsklubb från Vollsmose i Odense som grundades 1909. Klubben blev dansk mästare 1959 och 1964. Den har traditionellt varit en arbetarförening och stått i kontrast till Odenses två andra klubbar Odense BK och B 1913. Klubbens A-lag spelar sedan en sammanslagning 2006 som FC Fyn.